# Friends of Animals

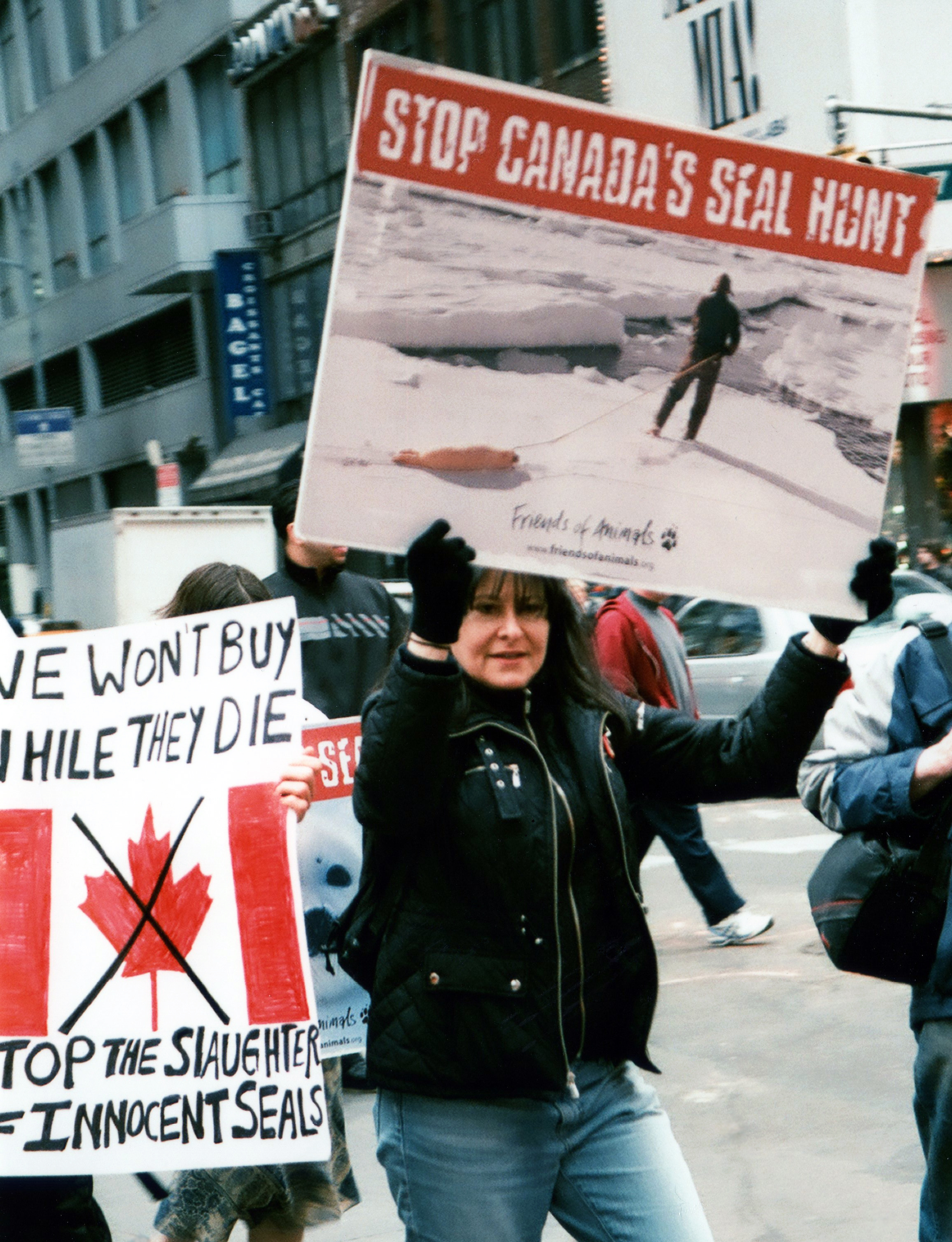
FoA-Aktivisten demonstrieren gegen die Robbenjagd.

Friends of Animals (FoA) ist eine Tierrechtsorganisation aus Darien (Connecticut) in den Vereinigten Staaten. Sie wurde von Alice Herrington 1957 in Manhattan, New York gegründet, mit dem Ziel die Zahl der streunenden Katzen und Hunde zu verringern, indem sie preisgünstige Kastrationen und Sterilisationen anboten. Später kam Erhaltung und Schutz von Wildtieren dazu. Außerdem werden Kampagnen für Tierrechte durchgeführt.
Gary L. Francione schreibt, dass Herrington eines der frühesten Mitglieder der Tierrechtsbewegung war, das den Unterschied zwischen Tierrechten und Tierschutz erkannt hat. Herrington zog sich 1986 von FoA zurück.
1981 propagierte FoA den Research Modernization Act im Kongress, das die Entwicklung von Alternativen zu Tierversuchen in der Forschung zum Inhalt hat.
Der Verein engagierte sich gegen die Jagd auf die Säbelantilopen, die seit den 1990er Jahren in großer Zahl auf texanischen Jagdfarmen gehalten wurden.  Sie gewannen einen Rechtsstreit gegen die amerikanische Naturschutzbehörde, welche für die Jagd auf die geschützten Antilopen eine Ausnahmebewilligung erteilt hatte. Infolgedessen wurde ab April 2012 die Jagd auf die Oryx in Texas erschwert.  Zahlreiche Farmen verringerten daraufhin ihren Oryx-Bestand. 
Im Januar 2014 wurde die Säbelantilope vom amerikanischen Kongress aus der "endangered species list" gestrichen. Dadurch wurde die Jagd auf die Antilope in den USA wieder vereinfacht.

## Kritik
Kritiker werfen dem Verein vor, dass sie lieber das Aussterben der Art riskierten, als die Jagd auf die Tiere zuzulassen.